# Anemostat

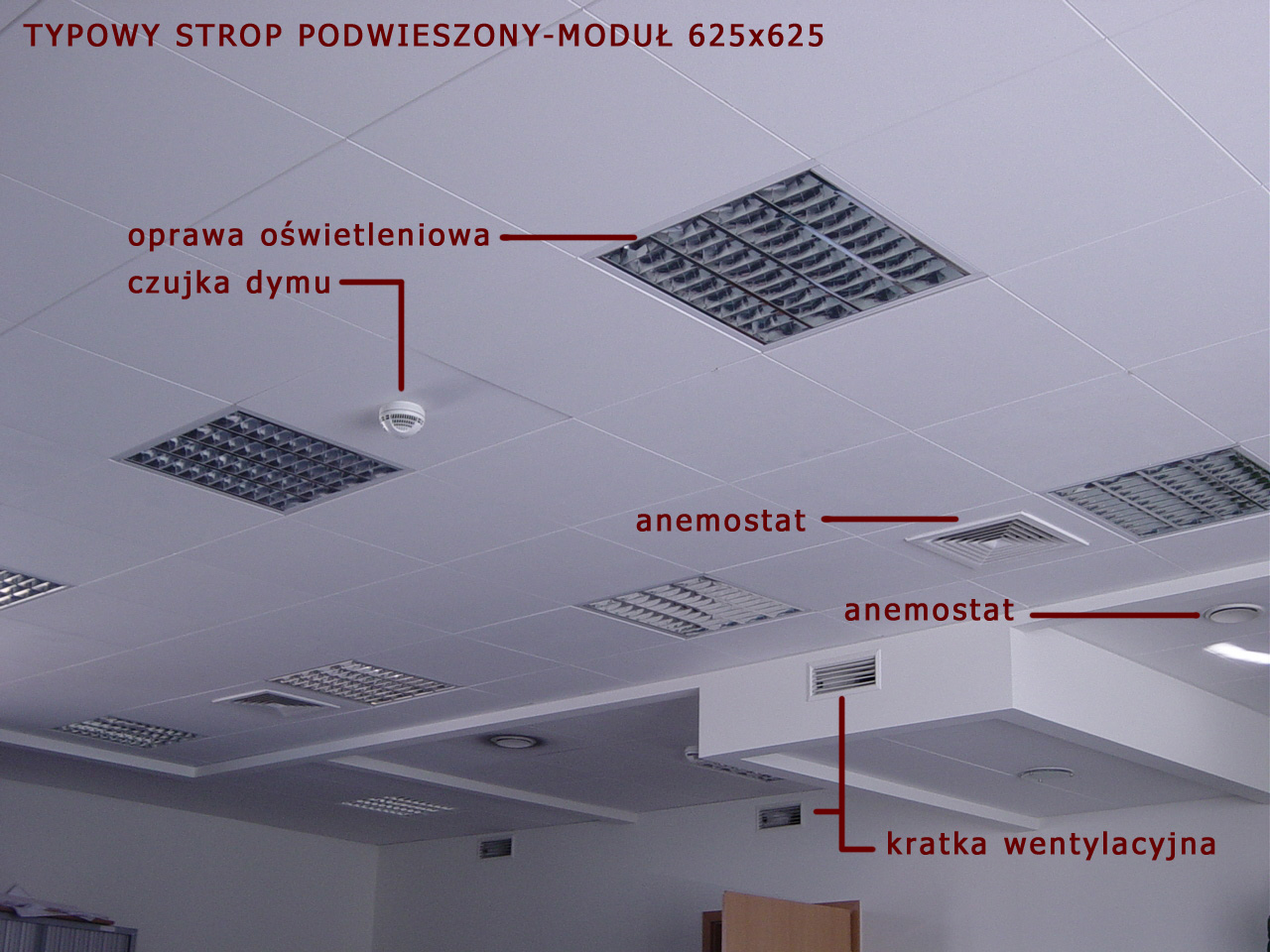
Elementy sufitu podwieszonego

Anemostat – element nawiewny (nawiewnik) lub wywiewny (wywiewnik) do montowania w suficie, jest to zakończenie sieci wentylacyjnej mechanicznej, umożliwiające kształtowanie strugi powietrza nawiewanego w pożądany sposób.
W zależności od kierunku przepływu powietrza rozróżniamy:
- anemostaty nawiewne – doprowadzające świeże powietrze do pomieszczenia,
- anemostaty wywiewne – usuwające powietrze wraz z zanieczyszczeniami (np. zyskami ciepła, wilgoci, nadmiarem CO2).

W zależności od kształtu anemostaty dzielą się na:
- kwadratowe
- okrągłe.

W zależności od funkcji anemostaty dzielą się na:
- aktywne
- pasywne,
- aktywno-pasywne (z automatycznym sensorem przepływu powietrza),
- inne.

Oprócz anemostatów na zakończeniach instalacji wentylacji stosuje się m.in.:
- nawiewniki i wywiewniki ścienne (np. kratki wentylacyjne),
- dysze dalekiego zasięgu,
- nawiewniki szczelinowe,
- nawiewniki i wywiewniki podłogowe,
- nawiewniki wyporowe,
- stropy wentylacyjne (np. w kuchniach przemysłowych lub salach operacyjnych).

Dobór elementu nawiewnego i wyciągowego poprzedzają obliczenia inżynierskie uwzględniające:
- prawidłowy rozpływ powietrza w całej strefie przebywania ludzi,
- doprowadzenie i odprowadzenie optymalnej ilości powietrza wentylacyjnego dla strefy,
- zapewnienie równomiernego rozkładu temperatury powietrza w pomieszczeniu,
- przeciwdziałanie tworzeniu się przeciągów,
- zapobiegnięcie powstaniu hałasu na elemencie nawiewnym lub wyciągowym,
- wkomponowanie nawiewników i wywiewników w indywidualną aranżację przestrzeni budynku, estetyka.